# Clare Embroidery

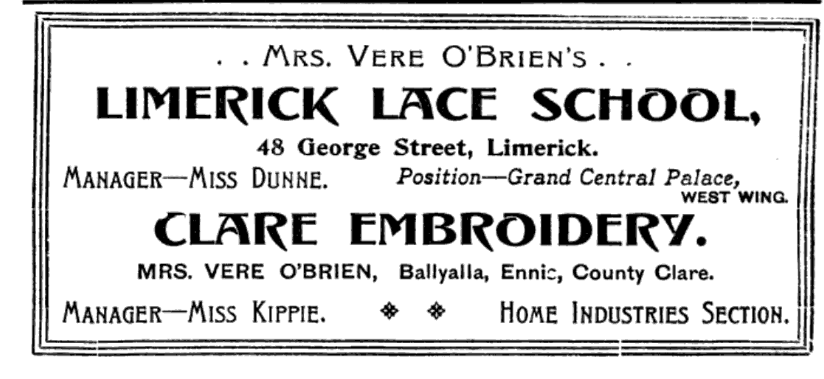
Werbeanzeige im Katalog der International Irish Exhibition. 1907.

Clare embroidery (dt.: „Clare-Stickereien“) war ein Stil irischer Textilkunst. Er ist benannt nach der Clare Embroidery School, welche von Florence Vere O’Brien gegründet worden war. Mit floralen und geometrischen Mustern, oft in blauen und weißen Fäden. Verzierte Stücke in diesem Stil wurden in Irland, England und Amerika vertrieben. Königin Victoria kaufte mit Clare-Stickerei verzierte Kittel (smocks). Eine Dokumentation dieses Stils befindet sich im Clare Museum in Ennis.

## Geschichte
Gegründet wurde die Schule 1892 in Newhall, Ennis von Florence Vere O’Brien, mit dem Ziel, Mädchen und jungen Frauen eine Ausbildung im Sticken zu ermöglichen, die ihnen in Zukunft ein unabhängiges Einkommen ermöglichen sollte. 1897 wurde im Jahresbericht der Commissioners of National Education darauf hingewiesen, dass Clare-Stickerei auch im Ennis Convent im Industrial Department gelehrt wurde und dass „eine stetige Nachfrage nach Clare-Stickerei“ („a steady demand for Clare embroidery“) bestand.
Anfangs unterrichtete die Schule etwa fünfzehn Mädchen gleichzeitig. 1898 zog die Schule nach Ballyalla, wo bis zu siebenundzwanzig Schülerinnen gleichzeitig unterrichtet werden konnten. Geleitet wurde sie von Mina Keppie, der Haushälterin der Vere O’Briens. Während des Ersten Weltkriegs meldete sich Keppie freiwillig zum Sammeln von Torfmoos, welches als Heilmittel verwendet wurde. Es dauerte bis zu zwei Jahre, bis eine Schülerin die Fertigkeiten beherrschte, aber wenn sie sich die Fähigkeiten angeeignet hatte, konnte sie bis zu 14 Schilling pro Woche verdienen (Beispiel aus dem Jahr 1908).
Schulableger wurden eingerichtet, darunter einer im Jahr 1889 in Mount Callan, Inagh, von einer Mrs. Tottenham. Ein weiterer Kurs begann 1907 in Scarrif und Berichten zufolge auch ein Kurs in einem Kloster in Myanmar (damals Burma). Clare-Stickereien wurden noch bis zum Tod von Vere O'Brien hergestellt; ein letzter verzeichneter Auftrag aus Kanada stammt aus dem Jahr 1938.

## Stil
Clare Embroidery ist durch florale und geometrische Motive gekennzeichnet, bei denen farbige oder weiße Fäden verwendet werden. Die Designs wurden ursprünglich entweder von Vere O’Brien oder ihrer Schwester entworfen, jedoch übernahmen 1923 Florences Töchter Jenny und Flora die Arbeit. Beliebte Farben für die Designs waren Rot und Blau. Die Stickereien konnten mit Smokarbeiten kombiniert werden und wurden häufig auf Batist (lawn cloth) oder feinem Hollandstoff (fine holland) verwendet. Auch gewellte Säume (scalloping) waren typisch für diesen Stil. Zu den damit verzierten Gegenständen gehörten Kittel (smocks), Kissenbezüge, Schürzen (aprons) und Trägerkleider (pinafores). Linda Ballard zufolge waren die Stichmuster nicht kompliziert. Die Materialien waren gut waschbar.

## Verbreitung

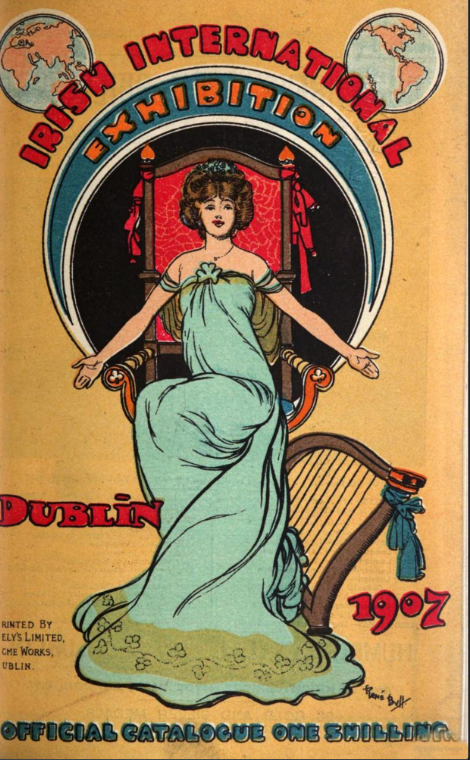
Katalog der Irish International Exhibition 1907.

Irische Stickereien erfreuten sich von den 1890er- bis in die 1920er-Jahre großer Beliebtheit, was durch Ausstellungen in Irland, Großbritannien und Amerika unterstützt wurde. Sogar Königin Victoria erwarb 1900 einige Stücke. Zu ihrer Kollektion gehörten zwölf gesmockte Kleider für ihre Enkel. Andere Arbeiten wurden auf Weltausstellungen gezeigt, darunter 1893 in Chicago und 1904 in St. Louis. Beispiele für Stickereien und Smokarbeiten wurden 1907 in der Großen Halle und den Pavillons der Home Industries auf der Irish International Exhibition in Dublin gezeigt, sowie bei der Ideal Home Exhibition in London 1908.
1988 fand in der De Valera Public Library eine Ausstellung mit von Veronica Rowe kuratierten Stücken statt. Das Clare Museum zeigte 2006 eine Ausstellung zu Ehren der Arbeit der Schule. Der Clare Style diente auch als Inspiration für die Verzierung eines Quilts, der anlässlich des 100-jährigen Frauenwahlrechts in Clare angefertigt wurde. 2020 erhielt das Clare Museum Fördermittel im Zusammenhang mit kulturellem Engagement und COVID-19 zur Unterstützung der Digitalisierung seiner Sammlung von Clare-Stickereien.